# Sacrement
Pour les articles homonymes, voir Sacrement (homonymie).
 (juillet 2025).
Le sacrement est un rite cultuel sacré en usage dans la plupart des branches du christianisme : catholicisme, christianisme orthodoxe, et certaines dénominations protestantes (anglicanisme, luthéranisme, presbytérianisme, méthodisme). Selon la doctrine, un sacrement produit un effet dont la source est Dieu, qui accorde sa grâce. Les chrétiens y trouvent le symbole ou la voie d'une alliance avec Dieu. Sur le plan théologique, un sacrement est destiné à donner ou à augmenter la grâce que reçoivent les croyants.

## Étymologie
Pour désigner leurs signes cultuels, les chrétiens ont d'abord utilisé le mot « mystère », du grec mysterion, puis le latin mysterium et enfin le latin sacramentum.

### Latin préchrétien
Le mot sacramentum avait dans le latin préchrétien une double signification :
a) celle de caution (en nature ou en argent) déposée au temple par chacune des deux parties en procès ;
b) celle de serment (terme formé à partir de la racine sacr-, « sacré, séparé »), accompagnant la déposition de la caution.
Qui s’engageait ainsi per sacramentum s’obligeait à une sacratio, c’est-à-dire à devenir sacré, et s’il manquait à la foi jurée, il devenait maudit des Dieux. Selon le droit romain, l'individu perdait sa persona (personnalité juridique) et son nomen : n’étant plus sujet ni de droits, ni de devoirs, il était livré à la mort civile — qui pouvait se prolonger en mort physique. Une redemptio pouvait toutefois lui permettre de recouvrer sa personne.

### Intégration du mot dans le christianisme
« C'est au IIIe siècle que pour la première fois et d'une manière on ne peut plus lucide, Tertullien (160–220) donne au latin sacramentum ses lettres de noblesse chrétienne. Partant du langage juridique (sacramentum civile), Tertullien applique sacramentum aux rites chrétiens, à commencer par le baptême comme sacrement de la foi jurée (sacramentum fidei), et avec le baptême on entre dans la Militia Christi ; mais c’est saint Augustin qui tentera une première théologie des sacrements ».

## Histoire

### Pères de l'Église
Jusqu'à Augustin, les Pères de l'Église latins ou grecs ne songent pas à une présentation doctrinale de ce que sont les sacrements, se limitant à les situer dans leur relation avec l'histoire du salut. Évitant ce qui pourrait impliquer une sorte de magie, ils remontent à leur type, qui est l'annonce des sacrements dans l'Écriture Sainte, pour en arriver à leurs conséquences dans la vie concrète chrétienne. Dans le rituel baptismal de la Didascalie du début du troisième siècle, on rencontre la théologie du sceau imprimé par Dieu dans le baptisé. Par ailleurs, Cyprien de Carthage (200-258) ne reconnaît aucune efficacité aux signes sacramentels pratiqués en dehors de l’Église, en particulier ceux concernant les ordinations.
Augustin d'Hippone (354-430) est le premier Père de l'Église à avoir proposé une théologie d'ensemble des sacrements. Comme ses prédécesseurs, il distingue dans le sacrement ce qui est visible (sacramentum) de ce qui est invisible, la virtus sacramentis, vertu qui n'est autre que la grâce. Il précise que le Christ agit dans les sacrements par son Église et par son ministre, dont la parole et le geste font le sacrement. La grâce divine conférée à l'occasion des sacrements est indépendante de la dignité du ministre. Au cours des siècles suivants, les thèses d'Augustin sur les sacrements seront globalement reprises par les théologiens d'Occident jusqu'aux XIe et XIIe siècles.

### Théologie du Moyen Âge
« Hugues de Saint-Victor (1096-1141) donne au sacrement une définition qui montre bien l'influence augustinienne : sacramentum est corporale vel materiale elementum foris sensibiliter propositum ex similitudine repraesentans, et ex institutione significans, et ex sanctificatione continens aliquam invisibilem et spiritualem gratiam : le sacrement est un élément corporel ou matériel proposé de manière externe et sensible, qui représente par sa ressemblance, signifie parce qu'il a été institué à une telle finalité, contient parce que capable de sanctifier quelque grâce invisible et spirituelle (De sacramentis christianae fidei, I, 9). Trois éléments importants sont à retenir dans cette définition : le sacrement est l'élément matériel ou corporel sensible qui : - représente la grâce en vertu de la ressemblance ; - signifie la grâce en vertu de l'institution ; - contient la grâce en vertu de la sanctification. Finalement, Hugues de Saint-Victor parle du sacrement comme vas gratiae (vase ou récipient de la grâce) ».
« Pierre Lombard (1100-1160) tente de dépasser le matérialisme de Hugues de Saint-Victor en introduisant la notion de causalité : le sacrement est un signe visible de la grâce de Dieu, en même temps la cause de la grâce. Cette notion de causalité conduit Lombard à trois conclusions : - fixer en 1155 le nombre de sacrements à sept (Sentences IV, d. 1, 2 ; 2, 1) voir septénaire sacramentaire ; - distinguer entre les sacrements majeurs (qui signifient et produisent la grâce) et les sacrements mineurs ou sacramentaux (qui signifient seulement la grâce sans la produire) ; - distinguer entre sacrements de l'Ancienne Alliance (comme la circoncision) et ceux de la Nouvelle Alliance. Avec cette notion de causalité les voies sont ainsi balisées pour le docteur angélique ».
« Thomas d’Aquin (1225-1274) réserve sept articles dans la Somme théologique aux sacrements en général, les trois premiers sont dédiés à la définition, et les quatre autres aux éléments constitutifs (Somme Théologique, III, q. 60, a 1–7). Le sacrement est un signe sacré (cf. saint Augustin) qui signifie et sanctifie. Le sacrement a trois aspects : la cause efficiente : la passion du Christ ; la cause formelle : la grâce et les vertus ; la cause finale : la vie éternelle. De là, l'on comprend que le sacrement est un signum remorativum : il rappelle le salut dans la Passion, c'est un événement du passé qui est la cause efficiente de notre sanctification ; un signum demonstrativum : il démontre la grâce présente, c'est un signe de la grâce dans le présent, la grâce devient alors la cause formelle de notre sanctification ; un signum prognosticum/profeticum : pré-annonce la vie éternelle, c'est un signe prophétique car il anticipe la vie éternelle dans le futur, cette vie éternelle devient la cause finale de notre sanctification. Il faut des choses sensibles déterminées (materia) pour le sacrement car selon la parole de Jésus à Nicodème, celui qui ne renaît pas d'eau et d'Esprit n'entre pas dans les Cieux. Cette détermination vient de Dieu, elle est d'institution divine. C'est le sanctificateur qui détermine les signes de la sanctification. Les paroles (forma) sont nécessaires pour ces signes de notre sanctification car elles en précisent le sens. Les paroles et l'action font un tout unique, une seule réalité. On peut donc conclure que saint Thomas d’Aquin a une conception dynamique des sacrements car pour lui, ces signes ne sont pas des choses, mais des actions ».

### Conciles de la fin du Moyen Âge et de la Renaissance
Le deuxième concile de Lyon (1274) précise une profession de foi qui fut lue devant le pape Grégoire X une profession de foi de l'empereur de Constantinople Michel Paléologue, où il est précisé que le nombre de sacrements est au nombre de sept . Une profession de foi similaire fut promulguée par le patriarche de Constantinople Jean XI Vekkos et les membres de son synode en 1276.
Le concile de Florence réuni entre 1439 et 1445, dernière tentative de réconciliation avec les Eglises d'Orient, et dernier concile à avoir précédé la réforme protestante, précisa pour chacun des sept sacrements leur matière et leur forme, en se servant du vocabulaire médiéval emprunté à Aristote.
Un peu plus d'un siècle plus tard, le concile de Trente réuni entre 1545 et 1563, afin de clarifier la doctrine chrétienne contestée par la Réforme protestante issue de Luther, proposa dans ses sessions de 1547-1549, et de 1551-1552 la doctrine catholique définissant définitivement les sacrements. Il précise en particulier que l'intention du ministre conférant un sacrement est obligatoire, qu'un ministre, même en état de péché mortel confère réellement un sacrement enseigne quand il observe tout ce qui est essentiel, et que la grâce divine est conférée ex opere operato, à l'occasion de chacun des sacrements.

### Temps modernes
Le Catéchisme de Pie X définit en 1905 le mot sacrement :

« Par le mot sacrement on entend un signe sensible et efficace de la grâce, parce que tous les sacrements signifient, par le moyen de choses sensibles, la grâce divine qu’ils produisent dans notre âme. »

## Confessions chrétiennes

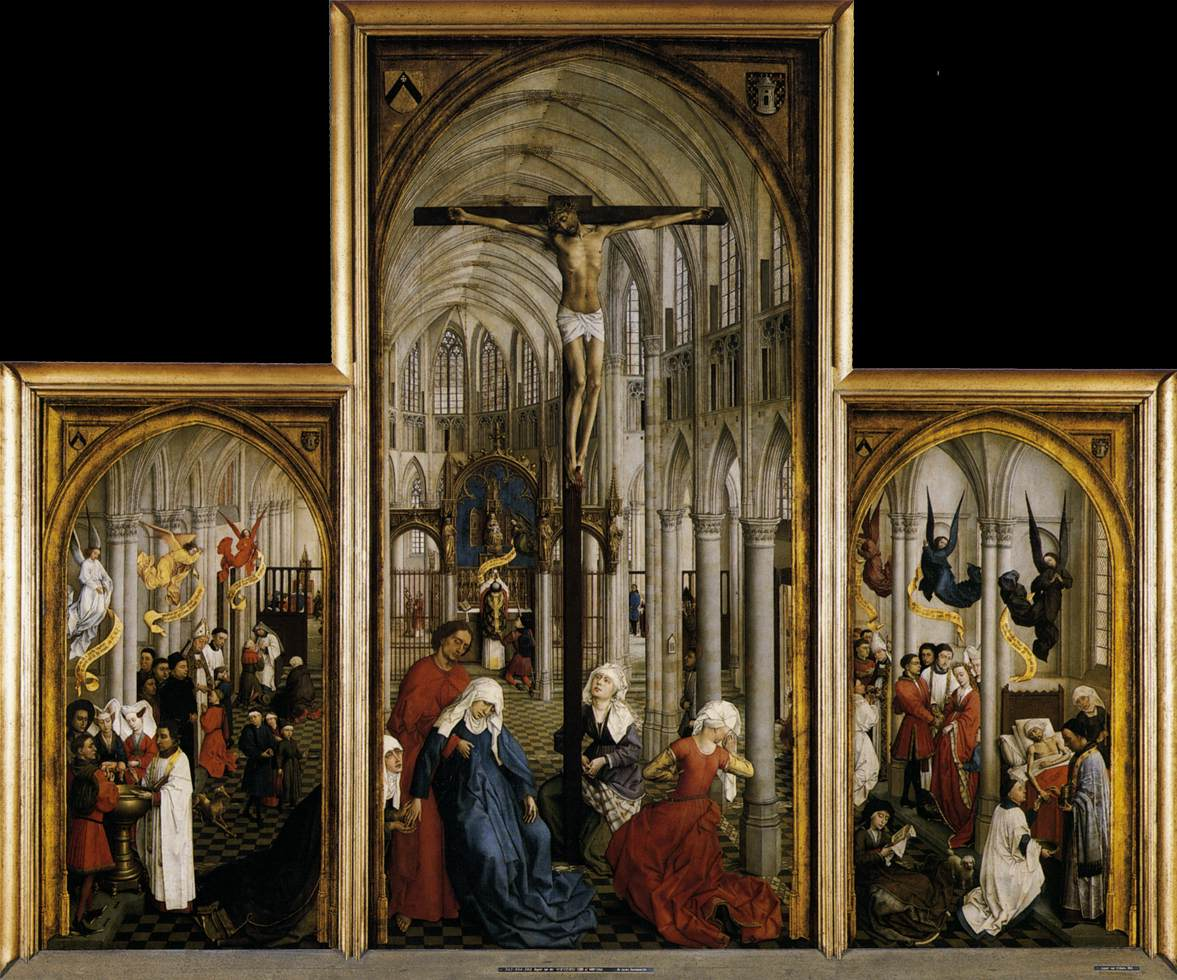
Retable des sept sacrements, musée royal des Beaux-Arts d'Anvers.

### Église catholique
Les sept sacrements sont les signes et les instruments par lesquels l'Esprit saint répand la grâce du Christ.
Les sept sacrements de l'Église catholique sont :
- le baptême, qui remet le péché originel et les péchés personnels fait participer à la vie divine trinitaire par la grâce sanctifiante et incorpore au Christ et à son Eglise[10].
- l'Eucharistie est le sacrifice du corps et du sang du Christ institué lors de la Cène[11].
- la confirmation est l'effusion indélébile de l'Esprit saint qui augmente la grâce baptismale[12].
- le sacrement de pénitence et de réconciliation (appelé aussi sacrement du pardon), où le chrétien se convertit en reconnaissant ses péchés devant un prêtre qui lui accorde le pardon au nom du Christ[13].
- l'onction des malades (aussi appelée sacrement des malades, anciennement extrême-onction), pour les malades et les mourants afin de les aider à supporter leurs souffrances ;
- le mariage, qui unit l'époux et l'épouse ;
- l'ordination, par laquelle la mission confiée par le Christ à ses apôtres continue à être exercée dans l’Église par des hommes ayant reçu une ordination (diacres, prêtres et évêques) et pouvant conférer certains sacrements : Eucharistie, pénitence et onction des malades (prêtres et évêques), et confirmation et ordination (évêques)[14].

On distingue :
- les sacrements d'initiation : baptême, confirmation, Eucharistie (les deux premiers n'étant reçus qu'une fois et laissant une marque indélébile) ;
- les sacrements de guérison : Sacrement de pénitence et de réconciliation, onction des malades (reçus chaque fois que cela est nécessaire) ;
- les sacrements du service : mariage, ordination.

Chacun des trois sacrements d'initiation est attaché de manière privilégiée à une personne de la Trinité, le baptême au Père, la confirmation au Saint Esprit, et l'Eucharistie au Fils, les trois Personnes inséparables de la Trinité étant présente en tous ces sacrements .
On distingue également :
- les sacrements à caractères : baptême, confirmation, ordination qui marquent l'âme du fidèle[16].

Pour l'Église catholique, le mariage est indissoluble jusqu'à la mort, ou bien déclaré nul, c'est-à-dire réputé ne jamais avoir eu lieu. Le remariage des veufs ou des veuves est possible. Il n'existe pas de divorce, mais une séparation des corps peut être prononcée par les tribunaux ecclésiastiques sans que cela permette un remariage, sauf en cas de nullité de mariage. Dans certains cas, un procès canonique en nullité peut établir que l'union précédente n'existait pas et ne s'oppose donc pas à un nouveau mariage.
L'ordre, d'après le concile Vatican II, comprend trois degrés (diacre, prêtre, évêque) et, laissant une marque indélébile (le caractère), aucun ne peut être reçu deux fois. L'ordination comme prêtre ou évêque est réservée aux hommes célibataires (ou veufs avec des enfants adultes, c'est-à-dire sans charge de famille) dans l'Église catholique romaine, pour des motifs de discipline ecclésiastique qui ne sont pas liés à la nature du sacrement, et pourraient donc être abrogés ou modifiés par simple décision de l'autorité pontificale, comme ce fut le cas pour l'ordination diaconale d'hommes mariés dans l'Église catholique ; l'ordination d'hommes mariés comme prêtres (mais non évêques) est possible dans les Églises d'Orient (orthodoxe et catholique). Le mariage ou le remariage d'un homme ordonné est interdit aussi bien en Orient qu'en Occident.
Normalement, ces sacrements sont conférés par le prêtre, sauf :
- le baptême, qui peut être conféré par le diacre et même, en cas de nécessité, par tout laïc, voire par un non-baptisé[20] ;
- le mariage, que les époux se donnent l'un à l'autre, mais devant l'Église (le prêtre ou le diacre bénit et valide l'union).

L'excommunication signifie l'interdiction provisoire, pour un baptisé, d'avoir accès aux sacrements (Eucharistie en particulier). Il s'agit d'une mesure disciplinaire qui est toujours levée à l'article de la mort, si l'excommunié demande à recevoir les derniers sacrements (confession, Eucharistie et extrême-onction).
Depuis le concile de Vatican II, l'Église catholique reconnaît la « validité » des sacrements de l'Église orthodoxe car la succession apostolique de leurs ministres (évêques en particulier) est réelle et que la compréhension de leur signification est la même, mais la reconnaissance par les Églises orthodoxes des sacrements de l'Église catholique n'est pas unanime,. En l'absence de « pleine communion », il n'est pas possible aux fidèles d'accéder aux sacrements indifféremment dans l'une ou l'autre Église, sauf en cas de nécessité à l'article de la mort.
L'Église catholique connaît également des « sacramentaux », c'est-à-dire des signes visant à sanctifier et à perfectionner la vie des croyants. En font partie les bénédictions, les consécrations (de personnes ou de lieux), les funérailles, le sacre de certains souverains, les exorcismes.

### Églises protestantes
En général, la théologie de la Réforme, fondée uniquement sur la lecture de la Bible, sola scriptura, affirme que le Nouveau Testament ne présente aucun signe d'existence des sacrements. Les églises réformées contestent l'efficacité du sacrement par rapport à celle de la grâce, au motif que l'action divine ne peut dépendre de l'action humaine. Les sacrements sont des symboles de manifestation et de présence de la grâce, mais ils ne la confèrent pas. Pour Luther, les sacrements sont avant tout des signes visibles de la grâce de Dieu, institués par le Christ, et ils n’opèrent pas le salut par eux-mêmes (ex opere operato), mais sont des promesses de grâce reçues par la foi.
Luther écrit dans De la captivité babylonienne de l'Église que les sacrements appartiennent à tous les chrétiens, et non pas seulement aux prêtres, et qu’ils sont donnés pour nourrir la foi. Ainsi, il affirme : « Les sacrements sont la manifestation objective d’une révélation que Dieu a voulue, à la fois donnée de l’extérieur et matérialisée dans l’incarnation, dans le Livre, l’Eau, dans le Pain et le Vin ». Ils sont donc des signes concrets de la promesse de Dieu, reçus par la foi, et non des actes magiques ou méritoires.
Jean Calvin, qui fonde sa théorie sur la prédestination et la passivité de l'acte de foi, donne aux sacrements la valeur de témoignage extérieur ou de preuve de l'action divine dans l'âme.Concernant l’eucharistie, Calvin refuse la doctrine catholique de la transsubstantiation et la considère comme une idolâtrie. Il s’oppose aussi à la conception luthérienne de l’union sacramentelle (présence réelle du Christ dans les éléments du pain et du vin).
Les Églises protestantes (anglicanisme, luthéranisme, presbytérianisme, méthodisme) définissent le sacrement comme le signe, associé à la Parole de Dieu, qui représente (= rend présent) le Christ, don de Dieu aux humains, tel que lui-même l'a institué dans le Nouveau Testament. En règle générale, elles ne reconnaissent que le baptême et la Cène (ou Eucharistie) en tant que sacrements, fondamentalement parce que ce sont les deux seuls gestes sacramentels institués par Jésus selon les textes bibliques. Les sacrements sont efficaces par et pour la foi, par l'action du Saint-Esprit.
Le baptême protestant est reconnu par les catholiques et les orthodoxes, et réciproquement, à l'exception de certains courants évangéliques qui baptisent les professants adultes. Les orthodoxes accomplissent le rite de chrismation sur les baptisés protestants devenant orthodoxes si cela n'avait pas été fait avant.
Le protestantisme pratique généralement la confirmation, et la bénédiction du mariage chrétien, ainsi que la consécration pastorale (ou ordination), sans les considérer comme des sacrements. La confession ressort plus du dialogue pastoral, et il y a naturellement un accompagnement spirituel des mourants, mais aucune cérémonie particulière, a fortiori sacramentelle, n'est associée à ces deux domaines. Il y a quelques nuances selon les Églises :
- Luther considère dans ses écrits trois sacrements : la sainte-cène, le baptême et le « sacrement de pénitence »[27]. Sa conception toutefois n'en est pas sacramentelle : elle s'attache à l'absolution plus qu'à la confession ou à la contrition, et ne connaît aucun pouvoir de prêtrise : l'important est la foi du croyant, celui qui lui annonce le pardon ne fait que rappeler la promesse de Dieu[27]. La Confession d'Augsbourg mentionne la confession comme un préalable à la communion, mais cela ne semble pas avoir été appliqué, sauf pour des membres de la communauté dont les mœurs étaient suspectes, ou parfois la doctrine : à certaines époques, cela permettait de débusquer les sympathisants du calvinisme[27] ! Au XXe siècle, plusieurs tentatives ont été faites pour rétablir la confession individuelle dans le luthéranisme, mais la confession généralement pratiquée est restée la confession générale publique suivie de l'absolution, au cours de la liturgie de sainte-cène ou immédiatement avant[28]. Si le luthéranisme a conservé une notion de confession, suivant en cela Luther, elle n'a jamais été considérée comme un sacrement.
- Calvin est choqué par plusieurs aspects de la confession, mais il rejoint Luther quant à sa théologie[29] : comme lui, il est opposé au caractère obligatoire de la confession, à l’exigence d’une confession exhaustive, au fait que seuls des prêtres puissent la recevoir et enfin à la prétention des prêtres à juger du pardon accordé ou non. Les deux réformateurs reconnaissent une certaine valeur à la confession individuelle et secrète, dans un cadre approprié, qui permet d'édifier la communauté et de rassurer les consciences inquiètes. Ce n'est pas un sacrement mais une pratique pastorale[27].
- Le Livre de la prière commune des Églises de la Communion anglicane reconnaît les deux sacrements institués par Jésus-Christ et relatés dans les Évangiles : le baptême et la Cène (Eucharistie). La confirmation, l'onction des malades, l'ordination, le mariage et la réconciliation du pénitent sont considérés non comme des sacrements mais des rites sacramentels et restent importants pour la vie du fidèle.
- Dans les églises du christianisme évangélique, adhérant à la doctrine de l’Église de professants, le terme ordonnance est préféré et a une signification uniquement symbolique[30],[31].

### Approches théologiques
- Jean-Jacques von Allmen, Célébrer le salut. Doctrine et pratique du culte chrétien, Genève/Paris 1984 (Rites et symboles 15). Perspective ancrée dans la tradition réformée.
- Constantin Andronikof, Des mystères sacramentels, Paris, Cerf, 1998. Perspective ancrée dans l'orthodoxie.
- Henri Bourgeois, Bernard Sesboüé, Paul Tihon, Les Signes du salut : les sacrements, l’Église, la Vierge Marie, Paris 1995 (coll. Histoire des dogmes 3).
- Louis-Marie Chauvet, Symbole et sacrement. Une relecture sacramentelle de l'existence chrétienne. Paris, Cerf, 1987 (Cogitatio fidei 144).
- Louis-Marie Chauvet,  « Sacrements », in  encyclopédie Catholicisme volume 13 (1993) 326-361.
- Louis-Marie Chauvet,  « Sacrement », in Jean-Yves Lacoste (dir.), Dictionnaire critique de théologie, Puf/Quadrige, 2022  (ISBN 9782757879801)
- André Duval, Des sacrements au concile de Trente. Paris 1985 (coll. Rites et symboles 16).
- Paul Evdokimov, La prière de l’Église d’Orient. Paris 1985
- Arnaud Join-Lambert, Célébrer les sacrements : action et langage prophétique, in : Précis de théologie pratique. Éd. Gilles Routhier – Marcel Viau. Bruxelles – Québec – Paris, 2e éd. augmentée, 2007 (coll. Théologies pratiques) p. 551-562.
- Pierre Jounel, La célébration des sacrements. Paris 1983.
- Henry Mottu, Le geste prophétique, pour une pratique protestante des sacrements, Genève, Labor et Fides, 1998.
- Jean-Philippe Revel, Traité des sacrements. I. Baptême et sacramentalité. Vol. 1. Origine et signification du baptême. Paris 2004 (Théologies) ; Vol. 2. Don et réception de la grâce baptismale. Paris 2005 ; II. La confirmation. Paris 2006.
- Edward Schillebeeckx, Le Christ, sacrement de la rencontre de Dieu. Étude théologique du salut par les sacrements, Paris, Cerf, 1997 [1ère éd. 1960, du néerlandais 1957].
- Michel Scouarnec, Les symboles chrétiens. Les sacrements ne sont pas étranges, Paris, 1998 (coll. Vivre – Croire – Célébrer).
- Ngalula Tumba, Petit Dictionnaire de liturgie et de théologie sacramentaire, Francfort-sur-le-Main, Peter Lang, 2016  (ISBN 3631669151).

### Autres approches
- Pierre Miquel, Dictionnaire des symboles liturgiques. Paris 1995.
- Lilianne Voyé – Robert Deliège – Jérome Cottin – André Haquin, Des rites et des hommes. Regards d’anthropologie et de théologie. Bruxelles 2003 (coll. Trajectoires).
- Richard Schaeffler, Le langage de la prière. Essai d’analyse philosophique, Paris, Cerf, 2003 [traduit de l’all. 1988]